# Neil Ardley
Neil Richard Ardley (Wallington (Surrey), 26 mei 1937 – 23 februari 2004) was een Britse jazzpianist en -componist, die ook naam maakte als auteur van populair-wetenschappelijke boeken en als docent.

## Biografie
Ardley leerde piano op 13-jarige leeftijd en later saxofoon. Tijdens zijn studie scheikunde aan de Bristol University (1959) speelde hij zowel piano als saxofoon in jazzbands. Tegelijkertijd streefde hij zowel een muzikale carrière als die van een non-fictie-auteur na.
Ardley verhuisde vervolgens naar Londen, waar hij in 1960 en 1961 compositie en arrangement studeerde bij Raymond Premru. Hij werd pianist in de John Williams Big Band en schreef zowel arrangementen als nieuwe composities voor deze band. Tussen 1964 en 1970 dirigeerde hij het nieuw opgerichte New Jazz Orchestra, waarmee hij twee platen opnam. In de jaren 1970 bouwde hij een studio en schreef hij voornamelijk voor televisie. Aangemoedigd door muziekproducent en impresario Denis Preston, begon Ardley klassieke componeermethoden te combineren met die van jazz. Zijn werk A Symphony of Amaranths (1971) voor een 25-koppige band plus strijkers, was het eerste jazzalbum dat de Arts Council of Great Britain-prijs won. Zijn omvangrijke orkestraties werden in de jaren 1970 ook opgenomen met behulp van synthesizers. Maar in 1980, toen hij aan een puur elektronisch album werkte, werd zijn platencontract opgezegd, zodat hij zich nu concentreerde op zijn werk als schrijver en publicist. Daarnaast bleef hij spelen, vooral met de electrojazzband Cyclus, die hij formeerde met de componist John L. Walters, Warren Greveson en Ian Carr en Nick Robinson. Het doel was om de verbinding tussen compositie en improvisatie te onderzoeken door de ontwikkeling van semi-geïmproviseerde elektronische soundscapes met een akoestisch improviserende solist. In 1994 schreef hij de compositie On the Four Winds voor New Perspectives, een ensemble van jazz- en klassieke musici. Eind jaren 1990 begon hij ook met het schrijven van koormuziek.
In 1962 werd Ardley lid van de Londense redactie van de World Book Encyclopedia. Gedurende de volgende vier jaar ontwikkelde hij technieken voor zowel montage als het schrijven van inleidingen voor een jong publiek. Na een tijdje bij uitgeverij Hamlyn te hebben gewerkt, startte hij in 1968 zijn eigen bedrijf als docent (ook om zijn parallelle carrière beter voort te zetten). Sinds de jaren 1970 houdt hij zich bezig met het schrijven van populair-wetenschappelijke presentaties en woordenboeken voor kinderen over de vogelwereld, wetenschap en techniek, maar ook muziek. Zijn boek The Way Things Work heeft wereldwijd meer dan drie miljoen exemplaren verkocht en heeft verschillende prijzen gewonnen. Hij schreef in totaal 101 boeken, waarvan meer dan 10 miljoen exemplaren werden verkocht.

## Overlijden
Neil Ardley overleed in februari 2004 op 66-jarige leeftijd.

## Discografie
- 1965: Western Reunion (New Jazz Orchestra)
- 1970: Greek Variations (met Ian Carr, Michael Gibbs, Karl Jenkins, Jack Bruce, John Stanley Marshall)
- 1971: A Symphony of Amaranths (met Dick Heckstall-Smith, Karl Jenkins e.a.)
- 1973: Mike Taylor Remembered (met Jon Hiseman, Barbara Thompson, Ian Carr, Henry Lowther, Dave Gelly en Norma Winstone)
- 1976: Kaleidoscope of Rainbows (met Ian Carr, Tony Coe, Geoff Castle en Dave MacRae)
- 1978: Harmony of the Spheres (met John Martyn, Ian Carr, Tony Coe, Geoff Castle e.a.)
- 1991: Virtual Realities (Zyklus, met Ian Carr, John L. Walters en Warren Greveson.)
- 2001: Creation Mass